# كارل روبنسون (لاعب كرة قدم)
كارل روبنسون (بالإنجليزية: Karl Robinson)‏ (و. 1980  م) هو لاعب ومدرب كرة قدم، من المملكة المتحدة، ولد في ليفربول، يلعب كمهاجم، ولاعب وسط.